# Unione Sportiva Tolentino 2004-2005
Questa pagina raccoglie le informazioni riguardanti l'Unione Sportiva Tolentino nelle competizioni ufficiali della stagione 2004-2005.

## Rosa
| N. |                   | Ruolo | Calciatore          |
| -- | ----------------- | ----- | ------------------- |
|    | Italia (bandiera) | A     | Enrico Bartolini    |
|    | Italia (bandiera) | D     | Juri Barucca        |
|    | Italia (bandiera) | C     | Matteo Bogani       |
|    | Italia (bandiera) | D     | Daniele Bucchi      |
|    | Italia (bandiera) | A     | Mario Di Felice     |
|    | Italia (bandiera) | P     | Edoardo Domanico    |
|    | Italia (bandiera) | C     | Fabio Favi          |
|    | Italia (bandiera) | D     | Giovanni Fenucci    |
|    | Italia (bandiera) | C     | Nicola Fiorani      |
|    | Italia (bandiera) | P     | Marco Giambruno     |
|    | Italia (bandiera) | A     | Bruno Maggi         |
|    | Italia (bandiera) | D     | Carlo Mammarella    |
|    | Italia (bandiera) | A     | Luca Mariotti       |
|    | Italia (bandiera) | A     | Federico Melchiorri |

| N. |                   | Ruolo | Calciatore         |
| -- | ----------------- | ----- | ------------------ |
|    | Italia (bandiera) | A     | Alessandro Mercuri |
|    | Italia (bandiera) | C     | Samuele Montesi    |
|    | Italia (bandiera) | C     | Marco Morbidoni    |
|    | Italia (bandiera) | D     | Matteo Mulinari    |
|    | Italia (bandiera) | A     | Giorgio Noviello   |
|    | Italia (bandiera) | D     | Riccardo Onorato   |
|    | Italia (bandiera) | C     | Diego Pandolfi     |
|    | Italia (bandiera) | C     | Michele Pietrella  |
|    | Italia (bandiera) | A     | Roberto Prato      |
|    | Italia (bandiera) | P     | Alessio Recchi     |
|    | Italia (bandiera) | D     | Paolo Scarpeccio   |
|    | Italia (bandiera) | C     | Stefano Serangeli  |
|    | Italia (bandiera) | A     | Gianluca Tomassini |